# 鳳凰新村駅
鳳凰新村駅（ほうおうしんそんえき）は、中華人民共和国広東省広州市海珠区にある広州地下鉄8号線の駅である。

## 駅構造
島式ホーム1面2線の地下駅。

## 駅周辺
- 工業大道
- 南田路

### 路線バス
最寄りの停留所名：梅園西
- 9、10、16、31、75、79、79A、121A、123、220、226、243、288、288A、521、813、963、B21、夜3、夜7、夜45

## 歴史
- 2010年11月3日 - 開業。

## 隣の駅
広州地下鉄
■8号線
同福西 - 鳳凰新村駅 - 沙園駅